# エニシング・ゴーズ (コール・ポーターの曲)
「エニシング・ゴーズ」（英語: Anything Goes）は、1934年に発表されたジャズ・スタンダード。作詞・作曲は、コール・ポーター。同年に上演された『エニシング・ゴーズ』のために書かれた。
1934年のミュージカルではエセル・マーマンが歌唱している。ミュージカルは1936年に映画『海は桃色』となっているが、この映画でもマーマンが歌唱している。また1956年にも『夜は夜もすがら』として再映画化されているが、こちらではミッツィ・ゲイナーが歌唱している。

## 解説
曲名は「何でもどうぞ」「自由気まま」「制限なし」といったような意味合いで、使われる文脈によりニュアンスは異なってくる。
歌詞の内容は「昔は女性のストッキングが見えたら大騒ぎ。今では珍しくもなんともない。昔の作家は趣味の良い言葉を知っていた。今では四文字言葉しか使えない。」といったような内容で、コール・ポーターらしい都会的で現代的な風刺が効いている。

## 収録を行った主なアーティスト
- トニー・ベネット
- フランク・シナトラ[3]
- クリス・コナー[4]
- エラ・フィッツジェラルド[5]
- ヘレン・メリル
- デイヴ・ブルーベック[6][7]
- オスカー・ピーターソン
- スタン・ゲッツ＆ジェリー・マリガン[8]
- ローズマリー・クルーニー
- トニー・ベネット＆レディー・ガガ